# Metriotes jaeckhi
Metriotes jaeckhi is een vlinder uit de familie kokermotten (Coleophoridae). De wetenschappelijke naam is voor het eerst geldig gepubliceerd in 1985 door Baldizzone.
De soort komt voor in Europa.